# サラダクリーム
サラダクリーム（英：Salad cream）は、マヨネーズに似たクリーム状の黄色い調味料である。伝統的に、茹でた卵黄、マスタード、酢、およびクリームで作る。最も普及している国はイギリスであり、サラダドレッシング、サンドイッチのスプレッドとして使用される。

## 歴史
サラダクリームは、18世紀からの伝統的なイギリスのサラダドレッシングである。レシピは、『ビートン夫人の家政読本』に記述される。

## 市販製品
イギリスでは、ハインツ社がサラダクリームのトップシェアを保っているが、他社製品やプライベートブランドも多数販売されている。
アメリカ合衆国では、近年までサラダクリームは知られず、販売されていなかった。しかし、特に東海岸北部でのイギリスからの国外居住者と共に、一般的となった。多数の国外居住者向け店舗以外にも、メイン州のハンナフォードやマサチューセッツ州のストップアンドショップといった主要なスーパーマーケットで標準的にハインツのサラダクリームを販売している。多くのスーパーマーケットは、サラダクリームに非常に似たサラダドレッシングと呼ばれる国産品やショップブランド製品を販売している。
カナダでは、スーパーマーケット、セーフウェイのほとんどで販売されている。

## サラダクリームが登場する作品
- 『フォルティ・タワーズ』のエピソード「Gourmet Night （グルメ・ナイト）」（1975年10月17日にBBCで初放送）で、若い客がパンにサラダクリームを求めたが、ホテルは作り立てのマヨネーズを替わりに使って気持ち悪くなり吐き出してしまう。[1]
- 『宇宙船レッド・ドワーフ号』で、クライテンとコチャンスキーはサラダクリームを冷蔵庫にしまうか棚にしまうか言い争った。
- テリー・プラチェットの小説ディスクワールドシリーズ『Thief of Time 』はサラダクリームに脚注で短く述べている。「あなたがサンドイッチにマヨネーズを求める慣習の国に住んでいるなら、誘わないでくれ。本当に。」